# سیمون جیلت
سیمون جیلت (انگلیسی: Simon Gillett؛ زادهٔ ۶ نوامبر ۱۹۸۵) یک بازیکن فوتبال اهل بریتانیا است.